# Горловский городской театр кукол
Горловский городской театр кукол — городской театр кукол в городе Горловка Донецкой области, культурно-развлекательное заведение города. Директор театра — Артём Анатольевич Тон.

## История
Горловский городской театр кукол был создан группой энтузиастов в 2001 году по инициативе жителей города Горловка.
В начале февраля 2011 года директор городского театра кукол Артём Тон был награждён Орденом «Звезда экономики Украины» и сертификатом «Руководитель года 2010», а сам театр получил статус-награду «Предприятие года 2010». Так, согласно официальным данным Государственного комитета статистики Украины и European Standart Rating Горловский городской театр кукол занял 5-е место в рейтинге «Предприятие года 2010» в категории «Другая зрелищно-развлекательная деятельность».
Театр активно участвует в жизни города, проводит праздничные мероприятия (например, День города, День защиты детей, день Нептуна, Международный день кукольника и Международный день театра), проводит профориентирующие встречи с молодёжью, желающей поступить в театральные вузы, и т. д.

## Репертуар
В репертуаре Горловского кукольного театра разнообразные детские спектакли, постановки для взрослых, новогодние представления, музыкально-развлекательные программы, эстрадные постановки с куклами-великанами. Репертуар театра постоянно расширяется.
Среди названий спектаклей с афиши сезона 2010/2011 — «Волшебная росинка», «Петя Казак», «Ещё раз о Красной Шапочке» (по С. Ефремову).
Спектакли в театре проходят в субботу и воскресенье, а также в праздничные дни, проводятся на русском и украинском языке.